# Les Magiciennes (film, 1960)
Les Magiciennes est un film français réalisé par Serge Friedman, sorti en 1960.

## Fiche technique
- Titre : Les Magiciennes
- Réalisateur : Serge Friedman
- Scénario : Bernard Revon, François Boyer d'après le roman Les Magiciennes de Boileau-Narcejac
- Musique : Georges van Parys
- Directeur de la photographie : Christian Matras
- Monteuse : Louisette Hautecoeur
- Chef décorateur : Jean d'Eaubonne
- Producteur : Serge Friedman
- Société de production : Speve-Inter Telefilm
- Durée : 101 minutes
- Film en noir et blanc
- Genre : Film policier, drame

## Distribution
- Jacques Riberolles : Peter
- Alice Kessler : Greta
- Ellen Kessler : Hildegarde
- Jean Mercure : Ludwig
- Daniel Sorano : Wladimir
- Ginette Leclerc : Odette
- Yves Barsacq
- Ingrid Harrisson